# (30394) 2000 KZ32
2000 كي زد 32 (ويعرف أيضًا باسم (30394) 2000 كي زد 32 وفق تسمية الكوكب الصغير) (بالإنجليزية: 2000 KZ32)‏ هو كويكب ضمن حزام الكويكبات؛ وترتيبه 30394 من حيث الاكتشاف.
اكتُشف هذا الجُرم الفلكي بواسطة بحث لنكولن عن الكويكبات القريبة من الأرض في 28 مايو 2000.

## وصلات خارجية
- (30394) 2000 KZ32 في قاعدة بيانات مختبر الدفع النفاث لأجرام النظام الشمسي الصغيرة

- الاكتشاف · مخطط المدار ·  العناصر المدارية · المعلمات المادية

- (30394) 2000 KZ32 على موقع ويكي سكاي: DSS2, SDSS, GALEX, IRAS, Hydrogen α, X-Ray, Astrophoto, Sky Map, Articles and images